# Parapsilorhynchus discophorus
Parapsilorhynchus discophorus är en fiskart som beskrevs av Hora 1921. Parapsilorhynchus discophorus ingår i släktet Parapsilorhynchus och familjen karpfiskar. IUCN kategoriserar arten globalt som sårbar. Inga underarter finns listade i Catalogue of Life.